# چکاوک‌های تیره
چکاوک‌های تیره (نام علمی: Pinarocorys) نام یک سرده از تیره چکاوک است.

## گونه‌ها
- چکاوک دمگاه‌حنایی (Pinarocorys erythropygia)
- چکاوک تیره‌رنگ (Pinarocorys nigricans)